# Chalkeia
Chalkeia (in greco Χάλκεια?) è un ex comune della Grecia nella periferia della Grecia Occidentale (unità periferica dell'Etolia-Acarnania) con 3.161 abitanti secondo i dati del censimento 2001.
È stato soppresso a seguito della riforma amministrativa, detta Programma Callicrate, in vigore dal gennaio 2011 ed è ora compreso nel comune di Nafpaktia.

## Località
Chalkeia è suddiviso nelle seguenti località (i nomi dei villaggi tra parentesi):
- Trikorfo
- Ano Vasiliki
- Vasiliki (Kato Vasiliki, Perama)
- Gavrolimni
- Galatas (Galatas, Kryoneri)
- Kalavrouza (Kato Kalavrouza, Kalavrouza)
- Perithori